# Ch-23

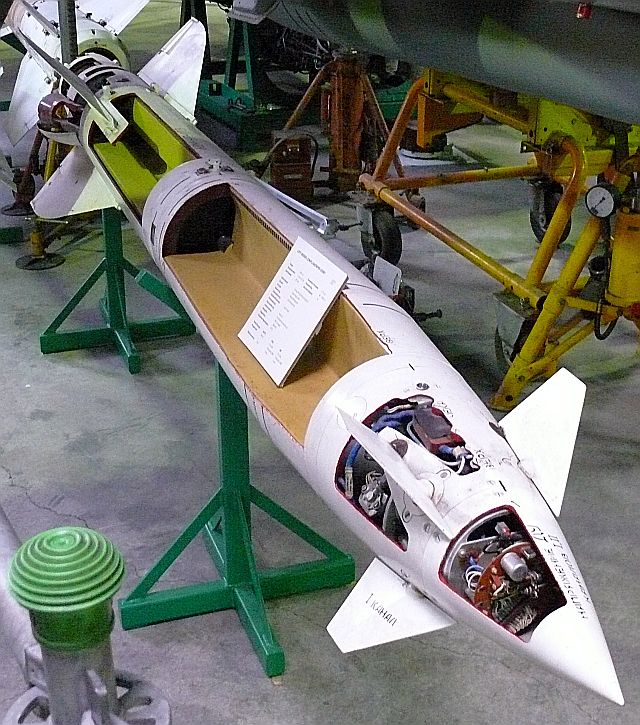
Ch-23 v řezu

Zvezda Ch-66 a Ch-23 Grom (rusky Х-23 Гром 'hrom'; kód NATO: AS-7 Kerry) jsou sérií raných sovětských taktických střel vzduch-země s dosahem 10 km. Byly určeny k použití proti malým pozemním nebo námořním cílům. Ch-66 byla v podstatě varianta střely vzduch-vzduch K-8 (AA-3 'Anab') s těžkou hlavicí a naváděním po paprsku (LOSBR – Line Of Sight Beam Riding), která byla uvedena do služby ve Vietnamu roku 1968. Ch-23 byla vylepšenou Ch-66 s ručním naváděním podobně jako AGM-12 Bullpup.

## Varianty
- Ch-66 - původní paprskem naváděná střela na bázi K-8
- Ch-23 (Izdělije 68)[1] - První ručně naváděná verze s vylepšenou pohonnou látkou
- Ch-23M - vylepšená Ch-23 s technologií z raket Ch-25[2]
- Ch-23L - západní název pro laserem naváděnou verzi, která byla ve skutečnosti základní linií Ch-25 (AS-10 'Karen')[1]
- A921 - rumunská verze
- Grom (Grom 02) - jugoslávská verze, která se objevila v 80. letech 20. století.[3] Neměla by být zaměňována s polskou střelou
- Grom-B (Grom 2) - přes obrazovku řízená srbská verze z poloviny devadesátých let; používá vyhledávač založený na střele AGM-65B Maverick[3]

## Použití

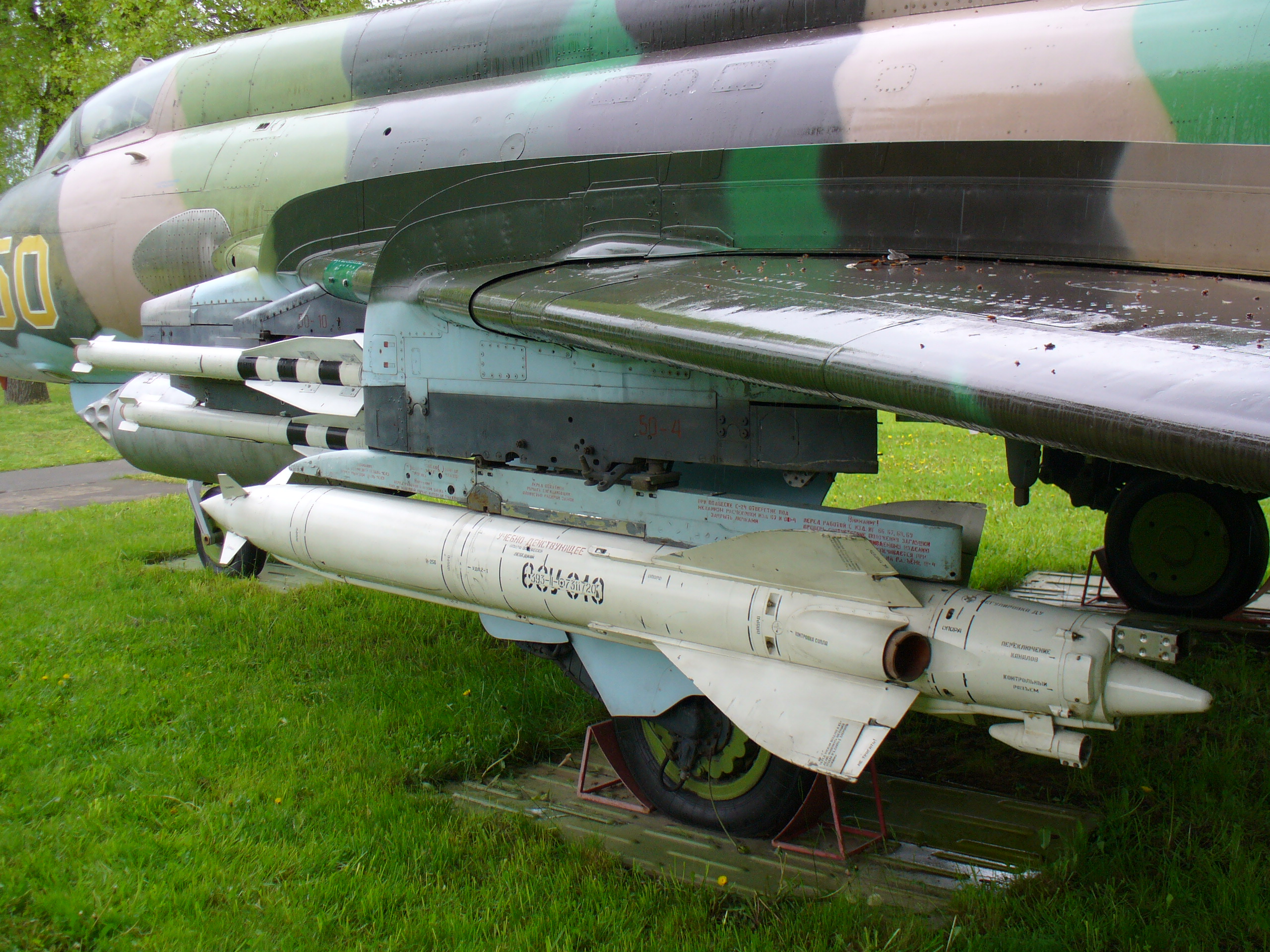
Suchoj Su-17M3 se střelou Ch-23

- Jakovlev Jak-38 „Forger-A“
- MiG-21M „Fishbed“
- MiG-23BN „Flogger-F“
- MiG-27M „Flogger-J“
- Suchoj Su-17M3/M4 „Fitter-H“
- Suchoj Su-20 „Fitter-C“
- Suchoj Su-22M „Fitter-K“
- Suchoj Su-24M „Fencer“
- Suchoj Su-25 „Frogfoot“
- Mil Mi-14 „Haze“
- Mil Mi-24 „Hind“